# Endasys areolellae
Endasys areolellae là một loài tò vò trong họ Ichneumonidae.